# Willi Rixen
Willi Rixen (* 1909 in Düren; † 1968) war ein deutscher Maler, Zeichner, Autor und Grafiker.
Willi Rixen wurde als Sohn eines Baumeisters geboren. Er besuchte die Werkschule Köln und die Werkschule in Aachen. Rixen schuf in seiner Heimatstadt viele Werke, so auch das Stadtbild von Düren als Holzschnitt, das in Webtechnik umgesetzt wurde und im Dürener Rathaus hängt. Der von ihm geschaffene Holzschnitt der Anna-Reliquienbüste ist auf alle neuen Glocken der Annakirche eingegossen worden. Das Werbeplakat zur Annakirmes mit dem Feuerwerk stammt ebenfalls von ihm. Er entwarf die Glasbilder für das Stadtrestaurant, im Forsthaus Rath, in der Abtei Mariawald, die Michaelskapelle in Vlatten und in Kloster Steinfeld. „Freie Komposition“ nannte er den Entwurf seines Glasfensters über dem Eingangsportal der heutigen Grabes- und Auferstehungskirche St. Cyriakus in Niederau von 1968. Außerdem fertigte er die Entwürfe für viele Wetterfahnen und Wetterhähne im Kreis Düren.
Die Willi-Rixen-Straße in Niederau ist nach ihm benannt. Er wohnte in diesem Ort.

## Ausstellungen
- Gedächtnisausstellung Willi Rixen vom 2. August bis 31. August 1969 im Leopold-Hoesch-Museum der Stadt Düren
- Dürener Maler in Dürener Häusern – Bilder von Klaus Fisch, Ernst Ohst, Hans Beckers und Willi Rixen in Schloss Burgau, 2007

## Bücher
- Architektur des Dürener Landes und der Eifel, 1983, Edition Tolbiac
- Kreis Düren, 1957, herausgegeben vom Kreis Düren
- Moderne Kunst, Leopold-Hoesch-Museum der Stadt Düren, 1965
- Altes Kunsthandwerk aus dem Heimathaus der Stadt Düren, 1941, Illustrationen von Rixen, Verlag Carl Hamel